# Walter Cunningham
Ronnie Walter Cunningham (Creston (Iowa), 16 maart 1932 – Houston (Texas), 3 januari 2023) was een Amerikaans ruimtevaarder. Hij diende als piloot van de maanlander tijdens de vlucht van Apollo 7.
Cunninghams eerste en enige ruimtevlucht was Apollo 7 en vond plaats op 11 oktober 1968. Het doel van de missie was voornamelijk het testen van de commandomodule en naderingsprocedures tussen de module en de Saturnus IB-raket in een baan om de aarde. Hij maakte tevens deel uit van de reservebemanning van Apollo 1.
In 1963 werd Cunningham geselecteerd door NASA. Daarvoor was hij piloot bij de United States Marine Corps. Hij studeerde aan de Universiteit van Californië. In 1971 verliet hij NASA en ging hij als astronaut met pensioen. Hij vervolgde daarna zijn studie aan de Harvard Business School en werkte later als zakenman en investeerder.
Cunningham overleed op 90-jarige leeftijd aan de gevolgen van een val.